# Húsar község
Húsar község (feröeriül: Húsa kommuna) egy község Feröeren. Kalsoy déli részén fekszik. A Føroya Kommunufelag önkormányzati szövetség tagja.

## Történelem
A község 1931-ben jött létre Kunoy, Mikladalur és Húsar egyházközség szétválásával.

## Önkormányzat és közigazgatás

### Települések
| Település           | Népesség | Mióta a község része | Előző község                            | Megjegyzés         |
| ------------------- | -------- | -------------------- | --------------------------------------- | ------------------ |
| Húsar               | 33       | 1931                 | Kunoy, Mikladalur és Húsar egyházközség | A község székhelye |
| Syðradalur (Kalsoy) | 5        | 1931                 | Kunoy, Mikladalur és Húsar egyházközség |                    |

### Polgármesterek
- Kristian Hansen (2009–)[5]
- Magni Garðalíð ( – 2008)[4]
- Bjørn Kalsø (1995–2004)

## Népesség
| Év              | Lakosság |
| --------------- | -------- |
| 1986. január 1. | 51       |
| 1991. január 1. | 53       |
| 1996. január 1. | 54       |
| 2001. január 1. | 62       |
| 2006. január 1. | 60       |